# Écotay-l'Olme
Écotay-l'Olme è un comune francese di 1 152 abitanti situato nel dipartimento della Loira della regione dell'Alvernia-Rodano-Alpi.

## Società

### Evoluzione demografica
Abitanti censiti